# Thập niên 1880
Thập niên 1880 là thập niên diễn ra từ năm 1880 đến 1889. Trong giai đoạn này, các quốc gia phương tây đang trải qua Cách mạng công nghiệp lần thứ hai.